# Mimas (musikgruppe)
 For alternative betydninger, se Mimas. (Se også artikler, som begynder med Mimas)
Mimas er et dansk rockband fra Aarhus. Det består af den islandsk fødte Snævar Njáll Albertsson (vokal, guitar, trompet), Daniel Malling Beck (guitar, vokal, klokkespil), Gert Hoberg Jørgensen (bas, vokal) og Lasse Dahl Christensen (trommer, vokal).
Mimas skerv kontrakt med Big Scary Monsters Recording Company i 2008, og deres debutalbum, The Worries, udkom den 6. oktober samme år. Det modtog fire ud af seks stjerner i mmusikmagasinet GAFFA.
Kvartetten har også skrevet kontrakt med det franske pladeselskab Distile Records, som har udgivet albummet i Europa og USA i 2009. Gruppens andet album, Lifejackets, udkom i oktober 2010. Det modtog tre ud af fire stjerner i GAFFA. Gruppesn tredje studiealbum, Strong Ties, udkom i 2014.

## Diskografi
- The Worries (2008)
- Lifejackets (2010)
- Strong Ties (2014)